# Jakub Kiwior
Jakub Piotr Kiwior (Tychy, 15 febbraio 2000) è un calciatore polacco, difensore dell'Arsenal e della nazionale polacca.

## Caratteristiche tecniche
Di ruolo difensore centrale, può giocare anche da terzino sinistro o mediano. Duttile e dotato di ottime doti fisiche e atletiche, è abile sia nella manovra difensiva che in quella di impostazione. Di personalità decisa, spesso irruento.

## Carriera

### Club

#### Gli inizi
Cresciuto nel settore giovanile del GKS Tychy, nel 2016 viene acquistato dall'Anderlecht, dove trascorre tre anni, senza però esordire con la prima squadra.
Nel gennaio del 2019 viene quindi ceduto al Podbrezová, debuttando fra i professionisti il 16 febbraio seguente, in occasione dell'incontro di Superliga vinto 3-1 contro il Nitra. Al termine della stagione viene acquistato dallo Žilina.

#### Spezia

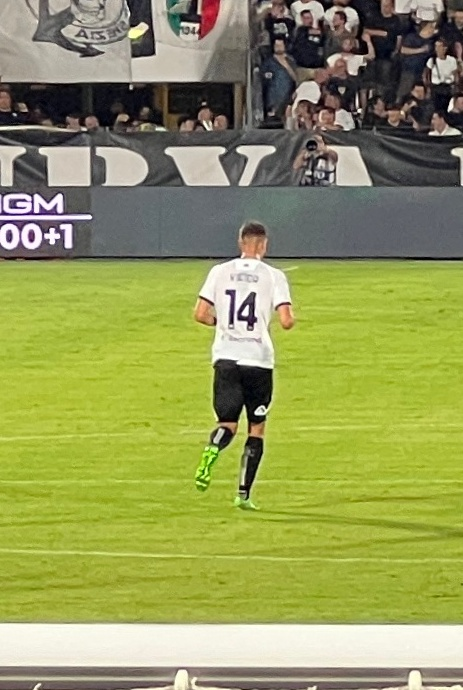
Jakub Kiwior con la maglia dello Spezia.

Il 31 agosto 2021, Kiwior viene acquistato dallo Spezia. Esordisce con i liguri (oltreché in Serie A) il 1º dicembre 2021, partendo titolare nella sfida persa 2-0 in casa dell'Inter. Lungo la stagione, il giocatore polacco guadagna il posto da titolare nella formazione spezzina, contribuendo al raggiungimento della sua seconda salvezza consecutiva. Il trend positivo continua anche nell'annata seguente, in cui il nuovo allenatore Luca Gotti lo schiera nuovamente al centro della difesa.

#### Arsenal
Il 23 gennaio 2023 viene acquistato dall'Arsenal per 25 milioni di euro più bonus; questo è stato il trasferimento più remunerativo nella storia del club ligure. Il 9 marzo seguente fa il suo esordio con i gunners (oltreché in Europa League) nel pareggio per 2-2 in casa dello Sporting Lisbona. Fa il suo esordio in Premier 10 giorni dopo subentrando nel finale della sfida vinta 4-1 contro il Crystal Palace. Il 28 maggio realizza la sua prima rete per i gunners (oltreché in campionato) nel successo per 5-0 contro il Wolverhampton.

### Nazionale
Dopo avere rappresentato tutte le selezioni giovanili polacche, l'11 giugno 2022 Kiwior esordisce in nazionale maggiore, nel pareggio per 2-2 in trasferta contro i Paesi Bassi in Nations League.
Nel novembre del 2022, viene incluso dal CT Czesław Michniewicz nella rosa polacca partecipante ai Mondiali di calcio in Qatar. Titolare della squadra, disputa tutte e 4 le sfide giocate dai polacchi offrendo buone prestazioni, ma ciononostante la sua nazionale viene eliminata agli ottavi dalla Francia.
Il 16 giugno 2023 segna la sua prima rete in nazionale, l'unica che permette alla Polonia di battere la Germania in amichevole.

## Statistiche

### Presenze e reti nei club
Statistiche aggiornate al 10 aprile 2025.
| Stagione          | Squadra           | Campionato        | Campionato | Campionato | Coppe nazionali | Coppe nazionali | Coppe nazionali | Coppe continentali | Coppe continentali | Coppe continentali | Altre coppe | Altre coppe | Altre coppe | Totale | Totale | Totale |
| Stagione          | Squadra           | Comp              | Pres       | Reti       | Comp            | Pres            | Reti            | Comp               | Pres               | Reti               | Comp        | Pres        | Reti        | Pres   | Reti   |        |
| ----------------- | ----------------- | ----------------- | ---------- | ---------- | --------------- | --------------- | --------------- | ------------------ | ------------------ | ------------------ | ----------- | ----------- | ----------- | ------ | ------ | ------ |
| 2018-2019         | Podbrezová        | SL                | 4+10       | 1          | CS              | 0               | 0               | -                  | -                  | -                  | -           | -           | -           | 14     | 1      |        |
| ago. 2019         | Podbrezová        | 1L                | 2          | 0          | CS              | 0               | 0               | -                  | -                  | -                  | -           | -           | -           | 2      | 0      |        |
| Totale Podbrezová | Totale Podbrezová | Totale Podbrezová | 6+10       | 1          |                 | 0               | 0               |                    | -                  | -                  |             | -           | -           | 16     | 1      |        |
| 2019-2020         | Žilina II         | 1L                | 3+1        | 0          | -               | -               | -               | -                  | -                  | -                  | -           | -           | -           | 4      | 0      |        |
| 2020-2021         | Žilina II         | 1L                | 3          | 0          | -               | -               | -               | -                  | -                  | -                  | -           | -           | -           | 3      | 0      |        |
| Totale Zilina II  | Totale Zilina II  | Totale Zilina II  | 6+1        | 0          |                 | -               | -               |                    | -                  | -                  |             | -           | -           | 7      | 0      |        |
| 2019-2020         | Žilina            | SL                | 11+2       | 0          | CS              | 3               | 0               | -                  | -                  | -                  | -           | -           | -           | 16     | 0      |        |
| 2020-2021         | Žilina            | SL                | 20+10      | 1+1        | CS              | 4               | 1               | -                  | -                  | -                  | -           | -           | -           | 36     | 3      |        |
| ago. 2021         | Žilina            | SL                | 3          | 1          | CS              | 0               | 0               | UECL               | 8                  | 0                  | -           | -           | -           | 11     | 1      |        |
| Totale Zilina     | Totale Zilina     | Totale Zilina     | 34+12      | 2+1        |                 | 7               | 1               |                    | 8                  | 0                  |             | -           | -           | 61     | 4      |        |
| 2021-2022         | Spezia            | A                 | 22         | 0          | CI              | 1               | 0               | -                  | -                  | -                  | -           | -           | -           | 23     | 0      |        |
| 2022-gen. 2023    | Spezia            | A                 | 17         | 0          | CI              | 3               | 0               | -                  | -                  | -                  | -           | -           | -           | 20     | 0      |        |
| Totale Spezia     | Totale Spezia     | Totale Spezia     | 39         | 0          |                 | 4               | 0               |                    | -                  | -                  |             | -           | -           | 43     | 0      |        |
| gen.-giu. 2023    | Arsenal           | PL                | 7          | 1          | FACup+CdL       | 0               | 0               | UEL                | 1                  | 0                  | -           | -           | -           | 8      | 1      |        |
| 2023-2024         | Arsenal           | PL                | 20         | 1          | FACup+CdL       | 1+2             | 0               | UCL                | 7                  | 0                  | CS          | 0           | 0           | 30     | 1      |        |
| 2024-2025         | Arsenal           | PL                | 11         | 1          | FACup+CdL       | 0+3             | 0               | UCL                | 7                  | 0                  | -           | -           | -           | 21     | 1      |        |
| Totale Arsenal    | Totale Arsenal    | Totale Arsenal    | 38         | 3          |                 | 6               | 0               |                    | 16                 | 0                  |             | 0           | 0           | 59     | 3      |        |
| Totale carriera   | Totale carriera   | Totale carriera   | 145        | 7          |                 | 17              | 1               |                    | 23                 | 0                  |             | 0           | 0           | 185    | 8      |        |

### Cronologia presenze e reti in nazionale
| Cronologia completa delle presenze e delle reti in nazionale ― Polonia | Cronologia completa delle presenze e delle reti in nazionale ― Polonia | Cronologia completa delle presenze e delle reti in nazionale ― Polonia | Cronologia completa delle presenze e delle reti in nazionale ― Polonia | Cronologia completa delle presenze e delle reti in nazionale ― Polonia | Cronologia completa delle presenze e delle reti in nazionale ― Polonia | Cronologia completa delle presenze e delle reti in nazionale ― Polonia | Cronologia completa delle presenze e delle reti in nazionale ― Polonia |
| Data                                                                   | Città                                                                  | In casa                                                                | Risultato                                                              | Ospiti                                                                 | Competizione                                                           | Reti                                                                   | Note                                                                   |
| ---------------------------------------------------------------------- | ---------------------------------------------------------------------- | ---------------------------------------------------------------------- | ---------------------------------------------------------------------- | ---------------------------------------------------------------------- | ---------------------------------------------------------------------- | ---------------------------------------------------------------------- | ---------------------------------------------------------------------- |
| 11-6-2022                                                              | Rotterdam                                                              | Paesi Bassi                                                            | 2 – 2                                                                  | Polonia                                                                | UEFA Nations League 2022-2023 - 1º turno                               | -                                                                      |                                                                        |
| 14-6-2022                                                              | Varsavia                                                               | Polonia                                                                | 0 – 1                                                                  | Belgio                                                                 | UEFA Nations League 2022-2023 - 1º turno                               | -                                                                      |                                                                        |
| 22-9-2022                                                              | Varsavia                                                               | Polonia                                                                | 0 – 2                                                                  | Paesi Bassi                                                            | UEFA Nations League 2022-2023 - 1º turno                               | -                                                                      |                                                                        |
| 25-9-2022                                                              | Cardiff                                                                | Galles                                                                 | 0 – 1                                                                  | Polonia                                                                | UEFA Nations League 2022-2023 - 1º turno                               | -                                                                      |                                                                        |
| 16-11-2022                                                             | Varsavia                                                               | Polonia                                                                | 1 – 0                                                                  | Cile                                                                   | Amichevole                                                             | -                                                                      |                                                                        |
| 22-11-2022                                                             | Doha                                                                   | Messico                                                                | 0 – 0                                                                  | Polonia                                                                | Mondiali 2022 - 1º turno                                               | -                                                                      |                                                                        |
| 26-11-2022                                                             | Al Rayyan                                                              | Polonia                                                                | 2 – 0                                                                  | Arabia Saudita                                                         | Mondiali 2022 - 1º turno                                               | -                                                                      | 15’                                                                    |
| 30-11-2022                                                             | Doha                                                                   | Polonia                                                                | 0 – 2                                                                  | Argentina                                                              | Mondiali 2022 - 1º turno                                               | -                                                                      |                                                                        |
| 4-12-2022                                                              | Doha                                                                   | Francia                                                                | 3 – 1                                                                  | Polonia                                                                | Mondiali 2022 - Ottavi di finale                                       | -                                                                      | 87’                                                                    |
| 24-3-2023                                                              | Praga                                                                  | Rep. Ceca                                                              | 3 – 1                                                                  | Polonia                                                                | Qual. Euro 2024                                                        | -                                                                      |                                                                        |
| 27-3-2023                                                              | Varsavia                                                               | Polonia                                                                | 1 – 0                                                                  | Albania                                                                | Qual. Euro 2024                                                        | -                                                                      |                                                                        |
| 16-6-2023                                                              | Varsavia                                                               | Polonia                                                                | 1 – 0                                                                  | Germania                                                               | Amichevole                                                             | 1                                                                      |                                                                        |
| 20-6-2023                                                              | Chișinău                                                               | Moldavia                                                               | 3 – 2                                                                  | Polonia                                                                | Qual. Euro 2024                                                        | -                                                                      |                                                                        |
| 7-9-2023                                                               | Varsavia                                                               | Polonia                                                                | 2 – 0                                                                  | Fær Øer                                                                | Qual. Euro 2024                                                        | -                                                                      |                                                                        |
| 10-9-2023                                                              | Tirana                                                                 | Albania                                                                | 2 – 0                                                                  | Polonia                                                                | Qual. Euro 2024                                                        | -                                                                      |                                                                        |
| 12-10-2023                                                             | Tórshavn                                                               | Fær Øer                                                                | 0 – 2                                                                  | Polonia                                                                | Qual. Euro 2024                                                        | -                                                                      |                                                                        |
| 15-10-2023                                                             | Varsavia                                                               | Polonia                                                                | 1 – 1                                                                  | Moldavia                                                               | Qual. Euro 2024                                                        | -                                                                      |                                                                        |
| 17-11-2023                                                             | Varsavia                                                               | Polonia                                                                | 1 – 1                                                                  | Rep. Ceca                                                              | Qual. Euro 2024                                                        | -                                                                      |                                                                        |
| 21-11-2023                                                             | Varsavia                                                               | Polonia                                                                | 2 – 0                                                                  | Lettonia                                                               | Amichevole                                                             | -                                                                      |                                                                        |
| 21-3-2024                                                              | Varsavia                                                               | Polonia                                                                | 5 – 1                                                                  | Estonia                                                                | Qual. Euro 2024                                                        | -                                                                      |                                                                        |
| 26-3-2024                                                              | Cardiff                                                                | Galles                                                                 | 0 – 0 dts (4 – 5 dtr)                                                  | Polonia                                                                | Qual. Euro 2024                                                        | -                                                                      |                                                                        |
| 7-6-2024                                                               | Varsavia                                                               | Polonia                                                                | 3 – 1                                                                  | Ucraina                                                                | Amichevole                                                             | -                                                                      |                                                                        |
| 10-6-2024                                                              | Varsavia                                                               | Polonia                                                                | 2 – 1                                                                  | Turchia                                                                | Amichevole                                                             | -                                                                      |                                                                        |
| 16-6-2024                                                              | Amburgo                                                                | Polonia                                                                | 1 – 2                                                                  | Paesi Bassi                                                            | Euro 2024 - 1º turno                                                   | -                                                                      |                                                                        |
| 21-6-2024                                                              | Berlino                                                                | Polonia                                                                | 1 – 3                                                                  | Austria                                                                | Euro 2024 - 1º turno                                                   | -                                                                      |                                                                        |
| 25-6-2024                                                              | Dortmund                                                               | Francia                                                                | 1 – 1                                                                  | Polonia                                                                | Euro 2024 - 1º turno                                                   | -                                                                      |                                                                        |
| 5-9-2024                                                               | Glasgow                                                                | Scozia                                                                 | 2 – 3                                                                  | Polonia                                                                | UEFA Nations League 2024-2025 - 1º turno                               | -                                                                      | 46’                                                                    |
| 12-10-2024                                                             | Varsavia                                                               | Polonia                                                                | 1 – 3                                                                  | Portogallo                                                             | UEFA Nations League 2024-2025 - 1º turno                               | -                                                                      | 46’                                                                    |
| 15-10-2024                                                             | Varsavia                                                               | Polonia                                                                | 3 – 3                                                                  | Croazia                                                                | UEFA Nations League 2024-2025 - 1º turno                               | -                                                                      |                                                                        |
| 15-11-2024                                                             | Porto                                                                  | Portogallo                                                             | 5 – 1                                                                  | Polonia                                                                | UEFA Nations League 2024-2025 - 1º turno                               | -                                                                      |                                                                        |
| 18-11-2024                                                             | Varsavia                                                               | Polonia                                                                | 1 – 2                                                                  | Scozia                                                                 | UEFA Nations League 2024-2025 - 1º turno                               | -                                                                      |                                                                        |
| 21-3-2025                                                              | Varsavia                                                               | Polonia                                                                | 1 – 0                                                                  | Lituania                                                               | Qual. Mondiali 2026                                                    | -                                                                      |                                                                        |
| 24-3-2025                                                              | Varsavia                                                               | Polonia                                                                | 2 – 0                                                                  | Malta                                                                  | Qual. Mondiali 2026                                                    | -                                                                      |                                                                        |
| 6-6-2025                                                               | Varsavia                                                               | Polonia                                                                | 2 – 0                                                                  | Moldavia                                                               | Amichevole                                                             | -                                                                      |                                                                        |
| 10-6-2025                                                              | Helsinki                                                               | Finlandia                                                              | 2 – 1                                                                  | Polonia                                                                | Qual. Mondiali 2026                                                    | 1                                                                      |                                                                        |
| Totale                                                                 |                                                                        | Presenze                                                               | 35                                                                     |                                                                        | Reti                                                                   | 2                                                                      |                                                                        |

| Cronologia completa delle presenze e delle reti in nazionale ― Polonia under 21 | Cronologia completa delle presenze e delle reti in nazionale ― Polonia under 21 | Cronologia completa delle presenze e delle reti in nazionale ― Polonia under 21 | Cronologia completa delle presenze e delle reti in nazionale ― Polonia under 21 | Cronologia completa delle presenze e delle reti in nazionale ― Polonia under 21 | Cronologia completa delle presenze e delle reti in nazionale ― Polonia under 21 | Cronologia completa delle presenze e delle reti in nazionale ― Polonia under 21 | Cronologia completa delle presenze e delle reti in nazionale ― Polonia under 21 |
| Data                                                                            | Città                                                                           | In casa                                                                         | Risultato                                                                       | Ospiti                                                                          | Competizione                                                                    | Reti                                                                            | Note                                                                            |
| ------------------------------------------------------------------------------- | ------------------------------------------------------------------------------- | ------------------------------------------------------------------------------- | ------------------------------------------------------------------------------- | ------------------------------------------------------------------------------- | ------------------------------------------------------------------------------- | ------------------------------------------------------------------------------- | ------------------------------------------------------------------------------- |
| 4-9-2020                                                                        | Pärnu                                                                           | Estonia under 21                                                                | 0 – 6                                                                           | Polonia under 21                                                                | Qual. Europeo Under-21 2021                                                     | -                                                                               |                                                                                 |
| 8-9-2020                                                                        | Łódź                                                                            | Polonia under 21                                                                | 1 – 0                                                                           | Russia under 21                                                                 | Qual. Europeo Under-21 2021                                                     | -                                                                               |                                                                                 |
| 9-10-2020                                                                       | Gornji Milanovac                                                                | Serbia under 21                                                                 | 1 – 0                                                                           | Polonia under 21                                                                | Qual. Europeo Under-21 2021                                                     | -                                                                               |                                                                                 |
| 13-10-2020                                                                      | Gdynia                                                                          | Polonia under 21                                                                | 1 – 1                                                                           | Bulgaria under 21                                                               | Qual. Europeo Under-21 2021                                                     | -                                                                               |                                                                                 |
| 17-11-2020                                                                      | Łódź                                                                            | Polonia under 21                                                                | 3 – 1                                                                           | Lettonia under 21                                                               | Qual. Europeo Under-21 2021                                                     | 1                                                                               |                                                                                 |
| 26-3-2021                                                                       | San Pedro del Pinatar                                                           | Polonia under 21                                                                | 7 – 0                                                                           | Arabia Saudita under 21                                                         | Amichevole                                                                      | -                                                                               | 45’                                                                             |
| 29-3-2021                                                                       | San Pedro del Pinatar                                                           | Austria under 21                                                                | 2 – 0                                                                           | Polonia under 21                                                                | Amichevole                                                                      | -                                                                               |                                                                                 |
| 3-9-2021                                                                        | Jelgava                                                                         | Lettonia under 21                                                               | 0 – 2                                                                           | Polonia under 21                                                                | Qual. Europeo Under-21 2023                                                     | -                                                                               |                                                                                 |
| 7-9-2021                                                                        | Lublino                                                                         | Polonia under 21                                                                | 1 – 2                                                                           | Israele under 21                                                                | Qual. Europeo Under-21 2023                                                     | -                                                                               |                                                                                 |
| 8-10-2021                                                                       | Seghedino                                                                       | Ungheria under 21                                                               | 2 – 2                                                                           | Polonia under 21                                                                | Qual. Europeo Under-21 2023                                                     | -                                                                               | 76’                                                                             |
| 12-11-2021                                                                      | Aspach                                                                          | Germania under 21                                                               | 0 – 4                                                                           | Polonia under 21                                                                | Qual. Europeo Under-21 2023                                                     | -                                                                               |                                                                                 |
| 16-11-2021                                                                      | Cracovia                                                                        | Polonia under 21                                                                | 5 – 0                                                                           | Lettonia under 21                                                               | Qual. Europeo Under-21 2023                                                     | -                                                                               |                                                                                 |
| 24-3-2022                                                                       | Petah Tikva                                                                     | Israele under 21                                                                | 2 – 2                                                                           | Polonia under 21                                                                | Qual. Europeo Under-21 2023                                                     | -                                                                               |                                                                                 |
| 29-3-2022                                                                       | Zabrze                                                                          | Polonia under 21                                                                | 2 – 2                                                                           | Ungheria under 21                                                               | Qual. Europeo Under-21 2023                                                     | -                                                                               | 24’                                                                             |
| 7-6-2022                                                                        | Łódź                                                                            | Polonia under 21                                                                | 1 – 2                                                                           | Germania under 21                                                               | Qual. Europeo Under-21 2023                                                     | -                                                                               |                                                                                 |
| Totale                                                                          |                                                                                 | Presenze                                                                        | 15                                                                              |                                                                                 | Reti                                                                            | 1                                                                               |                                                                                 |

## Palmarès
- Community Shield: 1

Arsenal: 2023